# Kalaiya
Kalaiya é uma cidade do Nepal.